# Resina direta
Resina direta é uma forma de restauração dental onde é usada uma resina (material de restauração formado por monômeros que se polimerizam através de uma reação foto-química) diretamente sobre o dente.
Os compósitos odontológicos consistem em uma matriz orgânica tradicionalmente formulada a partir de monômeros de dimetacrilatos, contendo partículas inorgânicas, circundadas por um agente de união. As partículas inorgânicas de carga são importantes para o desempenho clínico das restaurações, tendo em vista que melhoram as propriedades mecânicas e reduzem a contração de polimerização, entre outros. Resinas compostas sofrem deterioração e degradação no meio intrabucal com o passar do tempo, assim como a maioria dos materiais dentários. Como resultado, pode ocorrer fratura ou alterações de cor das restaurações de resina composta.
Etapas importantes para a realização de um reparo em restaurações de resina composta
Isolamento: A contaminação com saliva torna a superfície dentária menos favorável à adesão, pois promove e possibilita a penetração das glicoproteínas presentes na saliva. A presença de proteínas salivares pode prevenir a penetração dos monômeros nos poros de esmalte, na rede de colágeno da dentina após o condicionamento ácido, diminuindo a força de adesão da restauração.
Preparo mecânico da superfície: Utilizar pontas diamantadas de granulação média, jateamento com óxido de alumínio, a fim de remover a resina superficial possivelmente deteriorada e aumentar a energia de superfície.
Condicionamento químico da resina composta com ácido fosfórico a 37%: Limpeza da superfície a ser unida. O ácido fosfórico não exerce nenhum papel de condicionamento neste caso (teria apenas em nos casos em que o reparo envolve tecido dental).
Aplicação dos agentes de união. Pode ser realizada de três maneiras:
aplicar apenas o agente silano;
aplicar o agente silano e o sistema adesivo ("Bond");
aplicar somente o sistema adesivo ("Bond").
O silano tem a capacidade de união química com as partículas de carga da resina.19 Somado a isso, pode aumentar a capacidade de escoamento do sistema adesivo nas superfícies irregulares.
O adesivo é quem promove a união química com a matriz orgânica da resina composta, sendo o agente intermediário de união entre o reparo e a resina a ser reparada.
Aplicar a resina composta a ser utilizada no reparo: escolher material adequado para cada caso.
São também conhecidas popularmente como restaurações brancas, pois são fabricadas em diversas tonalidades, possibilitando ao profissional escolher a mais adequada aos tons de cor dos dentes naturais de um determinado paciente.